# Perfuzie intraosoasă
Perfuzia intraosoasă (PO), sau infuzia intraosos (IO), denumită și canulație intraosoasă, este procesul de injectare a medicamentelor, fluidelor sau produselor sanguine direct în măduva unui os;  aceasta oferă un punct de intrare non-colapsabil în sistemul venos sistemic. Tehnica de perfuzie intraosoasă este utilizată pentru a furniza fluide și medicamente atunci când accesul intravenos nu este disponibil sau nu este fezabil. Perfuziile intraosoase permit ca medicamentele și fluidele administrate să intre direct în sistemul vascular. Justificarea utilizării perfuziei intraosoase constă în faptul că o rețea de capilare sinusoidale ocupă cavitatea medulară a oaselor lungi. Acestea se pot scurge către o cale venoasă centrală mare, care poate transporta medicamente și lichide în sistemul circulator rapid și eficient. PO de administrare a lichidelor și a medicamentelor este o alternativă la calea intravasculară, preferată atunci când aceasta din urmă nu poate fi stabilită în timp util în situații de urgență, de exemplu la copii în stare critică . Perfuziile intraosoase sunt folosite atunci când oamenii au accesul intravenos compromis și au nevoie de administrare imediată de lichide și medicamente care salvează vieți.